# 大田市立池田小学校
大田市立池田小学校（おおだしりつ いけだしょうがっこう）は、島根県大田市三瓶町池田にあった公立小学校。

## 沿革
- 1873年（明治6年） - 安濃郡池田部小学校として開校[1]
- 1893年（明治26年） - 佐比売村池田尋常小学校に改称
- 1899年（明治32年） - 佐比売村尋常高等小学校に改称
- 1941年（昭和16年）- 佐比売村池田国民学校に改称
- 1947年（昭和22年）4月1日 - 佐比売村立池田小学校に改称
- 1954年（昭和29年）1月1日 - 市町村合併に伴い、大田市立池田小学校に改称
- 2023年（令和5年） - 大田市立川合小学校へ統合され廃校となった。

## 通学区域
- 三瓶町小屋原、三瓶町池田[2]

## 進学先中学校
- 大田市立第一中学校

## 校区内の主な施設
- 三瓶郵便局
- 浮布の池